# 2S43 Malva
Le 2S43 Malva, (en russe : Мальва, mauve en français) est un canon automoteur d'artillerie monté sur un châssis de camion BAZ-6910 à huit roues motrices.

## Développement et production

### Contexte
Le 2S43 Malva est conçu par l'Institut central de recherche scientifique Burevestnik de Nijni Novgorod dans le cadre du projet Nabrosok (esquisse) qui porte sur le développement de nouveaux systèmes d'artillerie sur roues, l’artillerie automotrice russe reposant très majoritairement sur des châssis chenillés, plus lourds et plus coûteux à l'emploi. L'emploi d'un châssis à roues accroît également la distance franchissable et simplifie la logistique nécessaire pour son déploiement, il est notamment aéroportable par avion de transport militaire tel que l'IL-76.

### Développement
Le prototype est fabriqué en 2020 à Iekaterinbourg par Uraltransmash, filiale d'Uralvagonzavod, faisant partie du groupe Rostec. Le 17 mai 2023, Alexander Potapov a annoncé que le 2S43 Malva avait passé, avec succès, les essais d'état.

## Histoire opérationnelle
Le 2 juin 2024, une image aérienne d'un drone ukrainien montre le déploiement du 2S43 pour la première fois en situation de combat, sur le front nord près de Kharkiv. 
De plus, le même jour, des soldats des forces armées russes ont publié une vidéo montrant le déploiement et l'utilisation supposé de l'artillerie dans la région de Kharkiv.
Le 19 décembre 2024, il est signalé qu'un exemplaire a été touché par un drone FPV Ukrainien dans la région de Koursk.

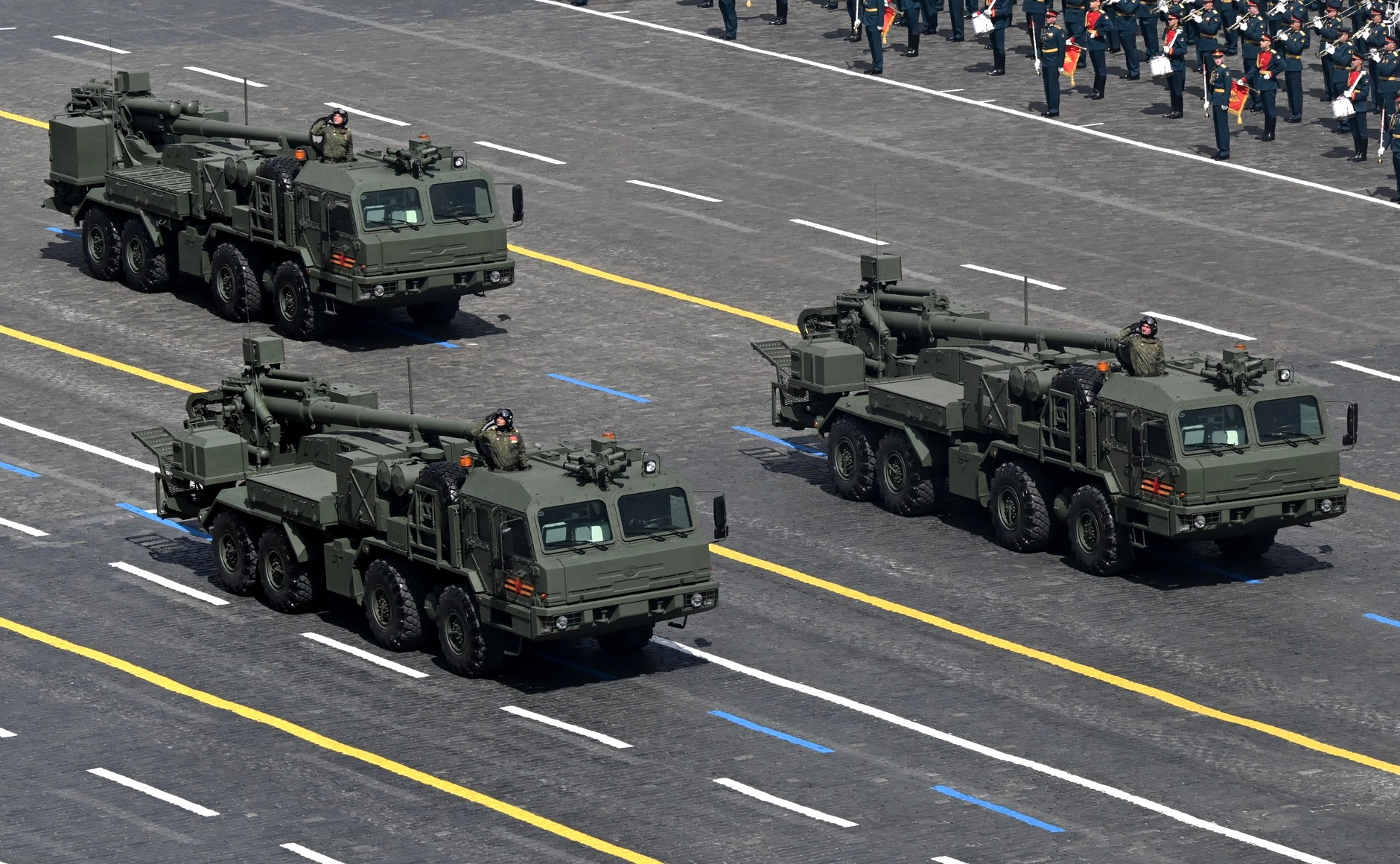
2S44 pendant le défilé du 9 mai 2025

Le 15 avril 2025, il est rapporté par source OSINT la confirmation d'une première destruction d'un engin dans l'oblast de Koursk.

## Caractéristiques et versions

### 2A64
Le 2S43 Malva est armé d'un canon d'artillerie 2A64 de 152 mm possédant une longueur de 47 calibres (7,14 m). Il a également été utilisé sur le canon automoteur d'artillerie chenillé 2S19 Msta-S et le canon d'artillerie tracté 2A65 Msta-B. Le 2A64 possède une amplitude de pointage en site de −3° à +70° et de 30° en gisement. Trente obus de 152 mm et leurs charges propulsives sont embarqués dans des coffrets installés sur le plateau du camion. Ce système d'artillerie possède une cadence de tir d'environ sept coups par minute pour une portée maximale de 24,5 km (29 km avec obus roquétisé). Certaines sources indiquent que le 2S43 pourrait être armé avec un canon d'artillerie plus puissant comme le 2A88 de 152 mm qui est le canon employé par le 2S35 Koalitsia. 
Le canon 2A64 est monté sur un châssis de camion BAZ-6910 à huit roues motrices fabriqué par l'usine automobile de Briansk. La cabine blindée offre une protection contre les éclats de projectiles d'artillerie et les armes automatiques de moyen calibre. Une batterie de lance-pots fumigènes est montée sur le toit de la cabine.

### 2S44 Guiatsint-K
Suite aux retours d'expérience des premiers modèles, une nouvelle version de Malva a été developpée en remplaçant le canon 2A64 par une version modifiée du canon 2A36. Cette nouvelle version a été mise en service afin d'augmenter la portée qui pourrait être de 40 km à 50 km avec des obus à longue portée. Des systèmes de guerre électronique ont été intégrés au véhicule pour offrir une protection supplémentaires contre les drones. Les deux versions du 2S43 sont compatibles avec les obus guidés Krasnopol (en) et Krasnopol-M.
Outre le changement de canon et l'ajout de contremesures électroniques, les deux versions sont très similaires.